# Pfarrhaus Deichstraße 7
Das Pfarrhaus Deichstraße 7 in der niedersächsischen Samtgemeinde Land Hadeln, Gemeinde Osten, im Landkreis Cuxhaven, wurde 1728 errichtet. Aktuell (2024) wird es als Wohnhaus genutzt.
Das Gebäude steht unter Denkmalschutz (siehe auch Liste der Baudenkmale in Osten (Oste)).

## Geschichte und Beschreibung
Zwischen Am Markt, Fährstraße, Kirchstraße und Deichstraße stehen denkmalgeschützte Gebäudegruppen (Gasthaus (Am Markt Nr. 1), Wohnhäuser (Am Markt Nr. 2, Deichstraße 14 und 16), der Speicher (Fährstraße 8b) sowie die Kirche St. Petri von 1747 und die Gebäude der Häuserzeile Deichstraße 6 bis 10 und Am Markt 3 und 5. Das Gebiet hat sich erst ab dem 14. Jahrhundert entwickelt, als 1396 eine Vorgängerkirche (1745 abgerissen) entstand, nachdem eine Kirche auf dem Dubben durch eine Sturmflut zerstört worden war.
Mit „dominus Otto, rector ecclesie in Osta“ ist 1314 und 1328 erstmals der Name eines örtlichen Geistlichen überliefert, 1333 war ein Johannes Pfarrer, 1396 Albertus de Holdenstede, 1417 Johann Hellingstede, 1417 Hamborch, 1419 Theodericus Passerd und 1473 Heinrich Jerk. Erster lutherischer Prediger war Harbord, ihm folgten Johannes Berningk (bis 1566), dann Wilhelm Vincke (bis 1567), Burchard Withmer (1567–75), Johann Hollmann (1575–80) und Lüderus Delver (1581–1610). Ab 1702 bis 1927 gab es zwei Pfarrstellen mit u. a. Johann Albrecht (1709–36), Johann Wilhelm von Dein (1736–50), Georg Ernst Ruperti (1826–40), Eberhard Quantz (1934–53), Gotthard Korff (1954–83) und Martin Kruse (1970–77). Seit 2023 ist die Kirchengemeinde Osten verbunden im Pfarramt der Region. Die Pastoren wohnten in einem älteren, 1971 abgebrannten Pfarrhaus (heute Standort des Gemeindehauses) und in diesem Pfarrhaus.
Das eingeschossige giebelständige verklinkerte Gebäude als Zweiständer-Hallenhaus in Backstein, mit hohlpfannengedecktem Satteldach und rechteckigen Fenstern in segmentbogigen Öffnungen, wurde 1728 gebaut. Der südliche Wohngiebel erhielt holländische Dreiecke entlang der Ortgänge und geschweifte Fensterstürze, ebenfalls an den Traufseiten. Rundbogig sind am Wirtschaftsgiebel die Groote Door und die Stalltüren. Im Innern trennt eine Fachwerkwand den Wohn- und den Wirtschaftsbereich. Nach einem Brandschaden von 1814 wurde der Dachstuhl und der östlichen Wirtschaftsgiebel erneuert. Die Pfarrer haben früher neben ihrer kirchlichen Aufgabe auch landwirtschaftliche Arbeiten verrichtet. 1901 wurde das Haus von der Kirche an den Schlachter Walter verkauft und umgebaut sowie bis 1958 als Schlachterei betrieben. Danach wurde es nach Umbau als Wohnhaus durch verschiedene Eigentümer genutzt.
Das Landesdenkmalamt befand u. a.: „… zeittypisch barocke Fassadengestaltung …“